# Ихтиозавры
Ихтиоза́вры (лат. Ichthyosauria, от греч. ἰχθύς — рыба и σαῦρος — ящер, дословно — «рыбоящеры») — отряд вымерших морских пресмыкающихся из клады ихтиоптеригий, имевших форму, конвергентную рыбам и дельфинам.

## Описание

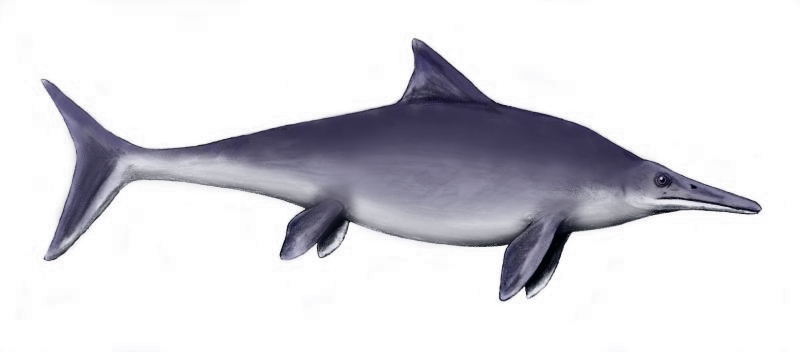
Реконструкция внешнего облика Stenopterygius quadriscissus

Ихтиозавры являются наиболее адаптированными к водному образу жизни пресмыкающимися. Аналогичной степени приспособленности смогла достичь только одна группа млекопитающих — китообразные.  Уникальные характеристики, связанные с водным образом жизни, наблюдаются уже у древнейших известных ихтиозавров из нижнего триаса (шпатский подъярус оленёкского яруса). К таким приспособлениям относятся удлинённая морда, очень большие глаза, преобразованные в плавники конечности и сильно вогнутые позвонки.
Ключевой эволюционной особенностью ихтиозавров является живорождение, наиболее ранние документальные свидетельства существования которого относятся к анизийскому ярусу среднего триаса.  Имели эвриапсидное строение черепа, произошли от диапсидных предков. Зубы сменялись неоднократно в течение жизни. Конечности использовались для поддержания равновесия и контроля направления. У хвоста было две лопасти, нижняя из которых поддерживалась позвоночным столбом. У типичного ихтиозавра были очень большие глаза, защищённые костяным кольцом, говорящим о том, что охотились они ночью. В связи с этим некоторые виды обладали огромными глазами (до 20 см в диаметре). Дополнительно, по-видимому, имелись какие-то кожные рецепторы, подобные боковой линии, на что указывают следы нервов и сосудов на костях черепа. Кожа, лишённая чешуи, для лучшего скольжения в воде была, возможно, покрыта слизью. Хорошо приспособлены к движению с высокой скоростью, как современный тунец. По крайней мере некоторые ихтиозавры предположительно  были хорошими глубоководными ныряльщиками, как современные киты. Наиболее вероятная окраска — тёмный верх и светлый низ с синеватым оттенком. Самый крупный вид, описанный по обнаруженным окаменелостям — шонизавр из позднего триаса полярной Канады. В 2003 году описан скелет длиной около 23 метров, но в среднем длина составляла 2—4 метра.
У некоторых ранних ихтиозавров были зубы, с помощью которых они питались моллюсками — аммонитами, наутилоидеями и кальмарами. Очень похоже на то, что они также питались рыбой, а у части более крупных видов были тяжёлые челюсти и зубы, которые показывают, что они питались более мелкими рептилиями.
Анализ ископаемых остатков стеноптеригия (Stenopterygius), найденного в Германии в шахтах Хольцмадена, датированного возрастом 180 млн лет назад и сохранившего небольшие фрагменты мягких тканей, показал, что внутренние слои кожи переходили в изолирующий жировой слой как у теплокровных животных.
Некоторые ихтиозавры были очень крупными. В 2018 в Англии были найдены фрагменты нижней челюсти ихтиозавра, которые указывали на то, что он имел в длину от 20 до 25 метров, его затем описали как вид Ichthyotitan severnensis., а Ophthalmosaurus icenicus весил около тонны.
Типовой вид этой группы был описан в 1821 году как Ichthyosaurus communis De la Beche & Conybeare в составе рода ихтиозавров из нового семейства Ichthyosauridae De la Beche & Conybeare, 1821.
Ихтиозавры существовали в течение почти всего мезозоя 250—94 млн лет назад, наибольшего расцвета достигли в юрский период, пока в меловой период их не сменили плезиозавры. В мелу количество видов ихтиозавров резко снизилось, лишь один род — платиптеригиусы (Platypterygius) — дожил до начала позднего мела (единственный описанный представитель меловой группы). Предполагается, что глобальное потепление, произошедшее в середине мелового периода, повлекло за собой обеднение кислородом океанических вод, что привело к «аноксидной катастрофе» и вымиранию не приспособившихся к изменениям климата ихтиозавров.

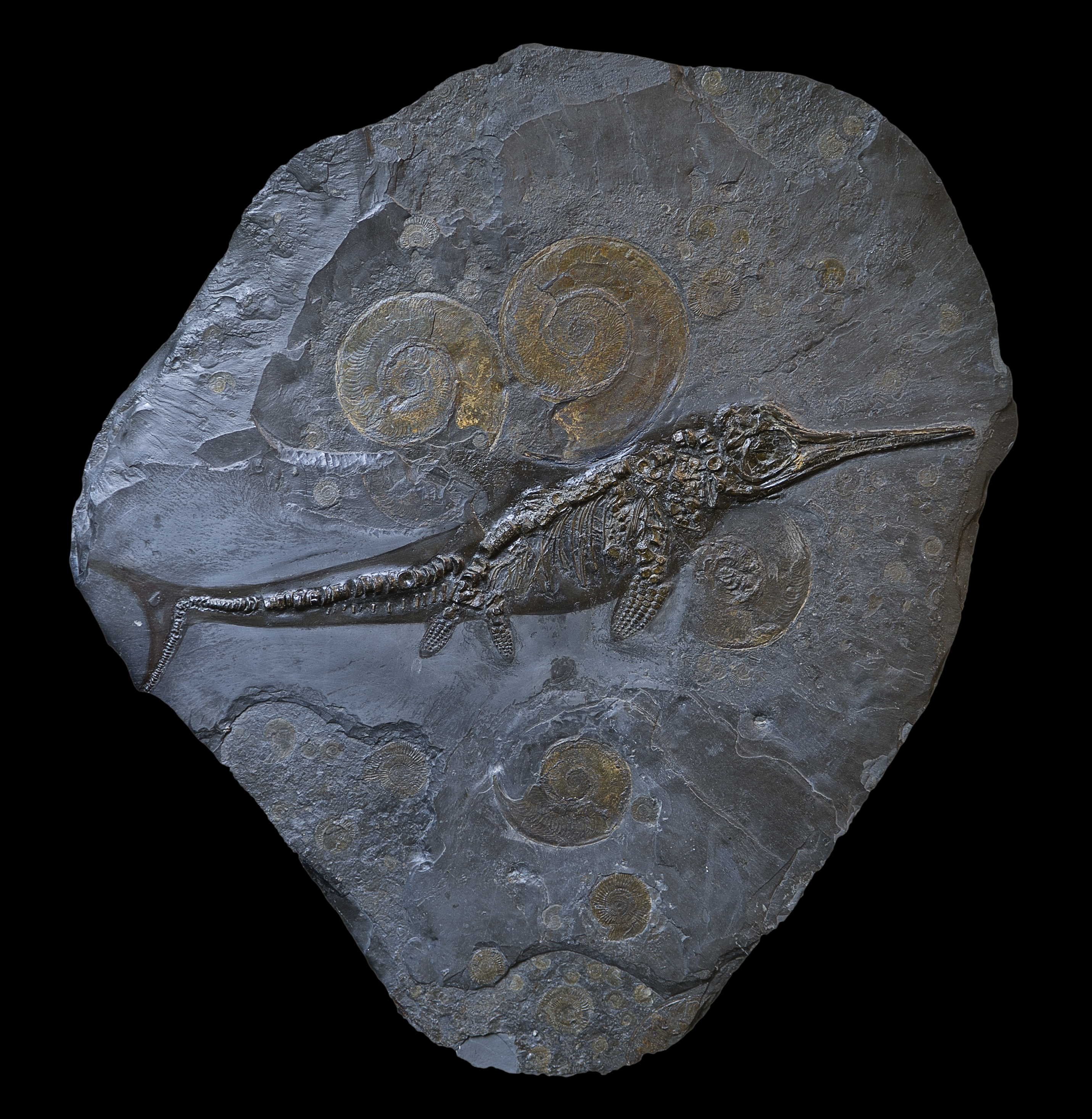
Ископаемые остатки ихтиозавра Temnodontosaurus acutirostris и аммонитов (на заднем плане) Harpoceras falcifer

## Распространение

### Британия
В 1811 году 12-летняя Мэри Эннинг обнаружила на пляже недалеко от своего дома на юго-западе Англии окаменелость, ставшей первой научно идентифицированным экземпляром ихтиозавра. Два столетия спустя, менее чем в 50 милях отсюда, 11-летняя Руби Рейнольдс неподалёку от Бристоля нашла окаменелость другого ихтиозавра.

### Германия
Ранние реконструкции ихтиозавров избегали спинного плавника, у которого не было плотного костяного образования, до тех пор, пока в 90-х годах XIX века в Германии не были найдены хорошо сохранившиеся виды. Здесь у хвоста имелась костяная основа. Уникальные условия позволили частично сохраниться отпечаткам мягких тканей.

### Россия

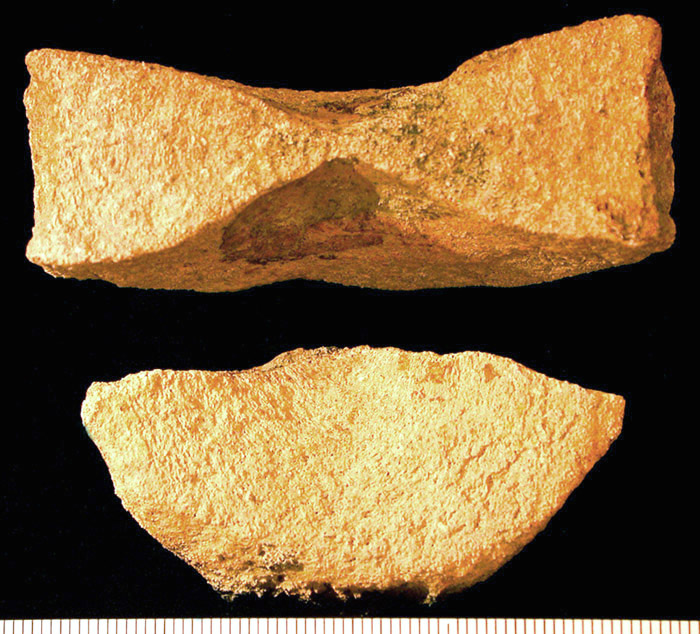
Позвонок ихтиозавра из формации Сандэнс (Вайоминг)

На территории России также были найдены ископаемые остатки ихтиозавров, в числе которых Grendelius и офтальмозавр, а также параофтальмозавр и Undorosaurus, найденный в Ульяновской области близ села Ундоры. Двух последних изначально синонимизировали с офтальмозавром, но в 2014 году Максим Архангельский и Николай Зверьков определили и аргументировали их валидность. В отложениях раннего мелового периода был обнаружен Simbirskiasaurus.

### Индия
Ископаемые остатки ихтиозавра были найдены также и на территории Индии в штате Гуджарат. Ранее в этой местности обнаруживались лишь фрагменты, в последних же своих раскопках учёные смогли представить целый скелет морской рептилии, длина которого достигает 5,5 метров.

### Казахстан
Также, в апреле 2016 года школьники Зеленовской районной станции юных туристов Западно-Казахстанской Области сделали уникальную находку. Они обнаружили останки древнего ящера, который предположительно был предком всех ихтиозавров. Такое заявление сделал российский учёный, председатель палеонтологического общества Владимир Ефимов. Казахстанозавр — так назвали ихтиозавра мезозойской эры. Раскопки заняли два года. Обнаруженный вид ихтиозавров науке прежде не был известен. Длина морского хищника при жизни составляла 6-7 метров, длина черепа — более метра, конечностей — около двух метров, диаметр грудной клетки — один метр. Глаза ихтиозавра достигали 20 сантиметров. Крупное животное питалось рыбой и морскими моллюсками.

### Норвегия
В 2014 году на Шпицбергене были найдены 11 хвостовых позвонков ихтиозавра. При помощи геохимического исследования скал, в которых были найдены окаменелости, учёным удалось определить, что они существовали примерно через два миллиона лет после массового вымирания в конце пермского периода палеозойской эры. Это означает, что ихтиозавры произошли ещё до начала эпохи динозавров и стали морскими обитателями до массового океанического вымирания.

## Систематика

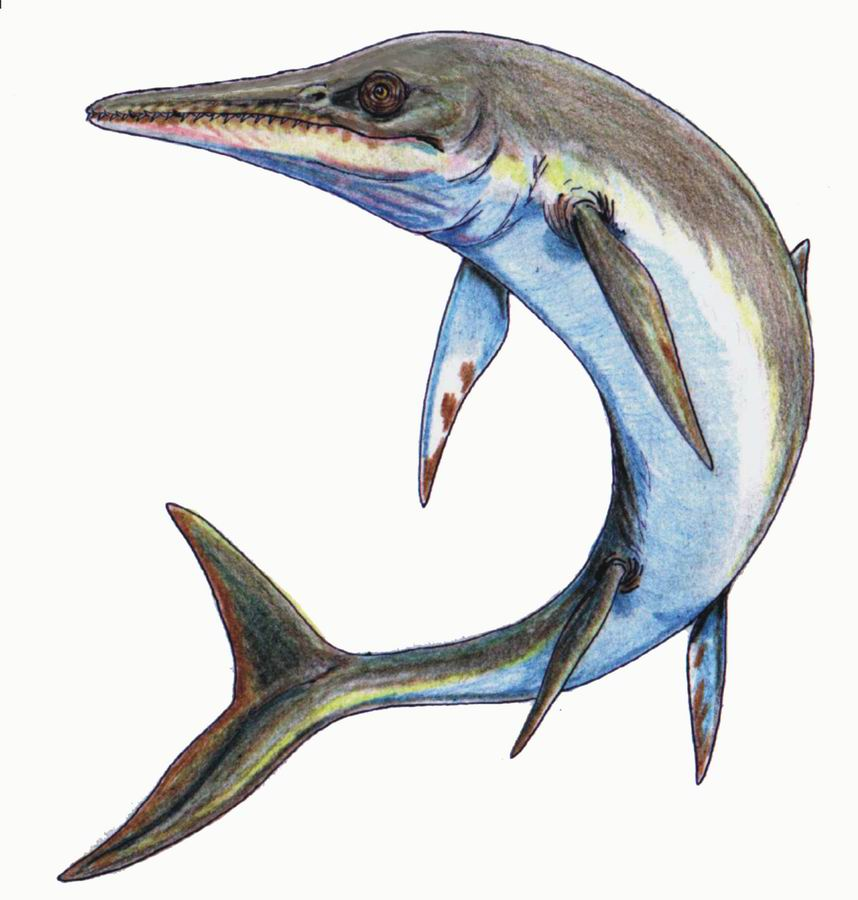
Темнодонтозавр

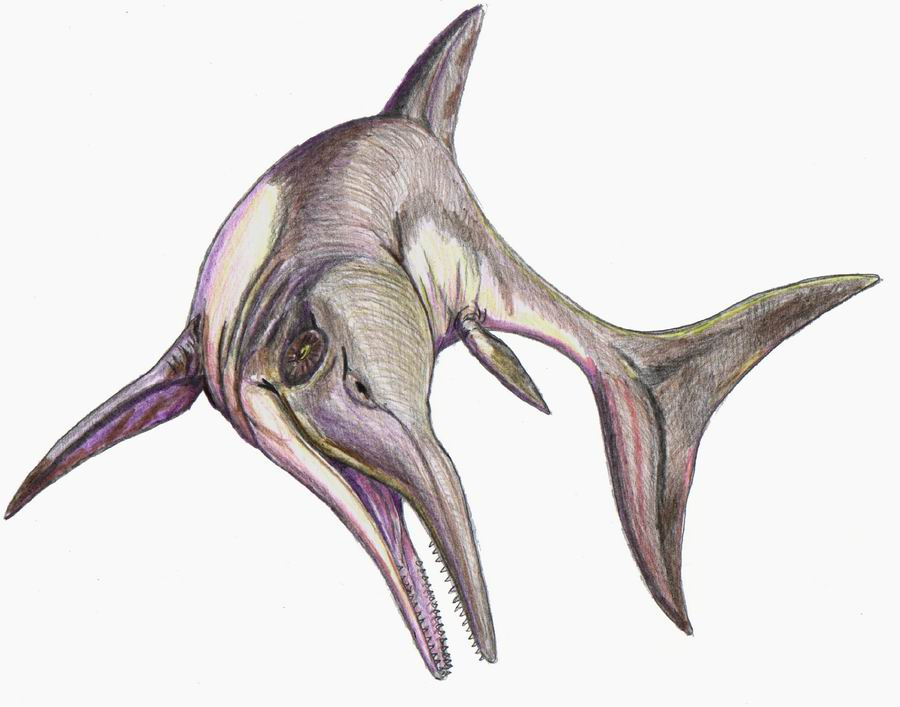
Платиптеригиус

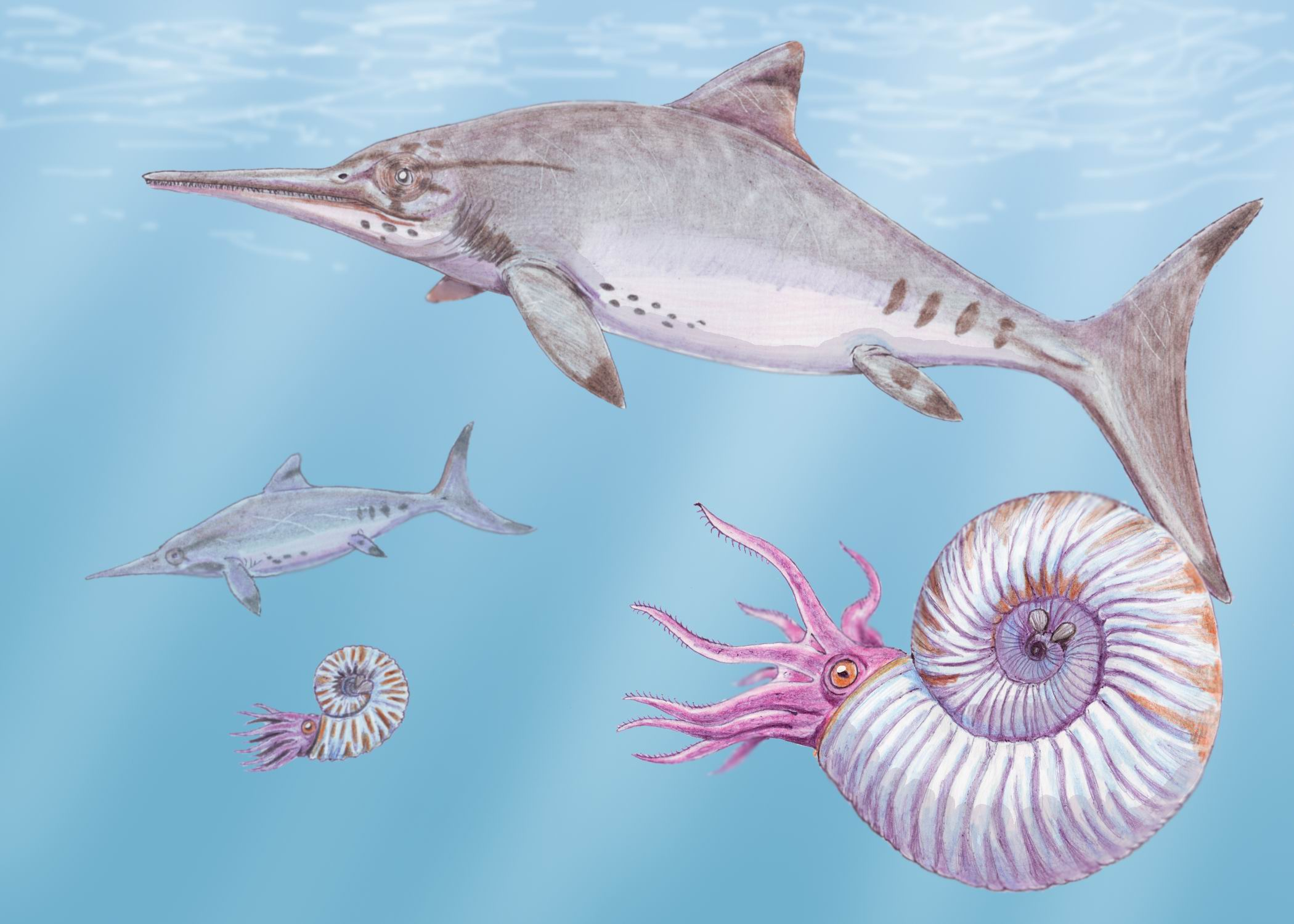
Офтальмозавр

По данным сайта Paleobiology Database, на сентябрь 2019 года отряд входит в кладу Ichthyosauriformes, к которой кроме него относят следующие вымершие таксоны до семейств включительно:
Клада Ichthyosauriformes Motani et al., 2015
- Клада Nasorostra Jiang et al., 2016
- Клада (надотряд) Ichthyopterygia Owen, 1840 — Ихтиоптеригии[1]
  -  ? Клада Grippidia Wiman, 1929
  - Отряд Ichthyosauria de Blainville, 1835 — Ихтиозавры
    - Роды incertae sedis
    - Семейство Grippiidae Wiman, 1929
    - Семейство Omphalosauridae Merriam, 1906
    - Семейство Parvinatatoridae McGowan & Motani, 2003
    - Семейство Quasianosteosauridae Maisch & Matzke, 2003
    - Семейство Thaisauridae Maisch, 2010
    - Семейство Utatsusauridae McGowan & Motani, 2003
    - Подотряд Mixosauria Motani, 1999 — Миксозавры[21]
      - Семейство Wimaniidae Maisch, 2010

    - Клада Hueneosauria Maisch & Matzke, 2000
      - Семейство Mixosauridae Baur, 1887
      - Подотряд Longipinnati Huene, 1948 — Лонгипинатты[22]
        - Семейство Cymbospondylidae von Huene, 1948
        - Семейство Toretocnemidae Maisch & Matzke, 2000

      - Клада Merriamosauria Motani, 1999 — Мерриамозавры[23]
        - Семейство Besanosauridae McGowan & Motani, 2003
        - Семейство Californosauridae von Huene, 1948
        - Семейство Guanlingsauridae Yin et al., 2000
        - Семейство Merriamosauridae Maisch & Matzke, 2003
        - Семейство Shastasauridae Merriam, 1902
        - Семейство Shonisauridae Camp, 1980

    - Клада Parvipelvia Motani, 1999
      - Роды incertae sedis
      - Клада Neoichthyosauria Sander, 2000 — Неоихтиозавры[22]
        - Роды incertae sedis
        - Семейство Leptonectidae Maisch, 1998
        - Клада Thunnosauria Motani, 1999
          - Роды incertae sedis
          - Семейство Ichthyosauridae Bonaparte, 1841
          - Семейство Ophthalmosauridae Appleby, 1956

## Фильмография
- "Погибшие миры, исчезнувшая жизнь" (англ. "Lost Worlds, Vanished Lives") - 2 серия. Научно-популярный сериал (4 серии) с Дэвидом Аттенборо, 1989 г.
- «С точки зрения науки: Морские чудовища древности» (англ. Naked Science: Ancient Sea Monsters) — научно-популярный фильм, снятый National Geographic Channel в 2010 г.
- «Прогулки с динозаврами: Жестокое море» (англ. Walking with Dinosaurs: Cruel Sea) — серия научно-популярного сериала канала BBC, рассказывающего о жизни древних рептилий, снятого в 1999 г.
- Аттенборо и морской дракон (англ. Attenborough and the Sea Dragon) — научно-популярный фильм снятый Великобританией, США  с Дэвидом Аттенборо в 2018 г.